# Lies My Father Told Me
Lies My Father Told Me (Brasil: Lembranças de Minha Infância ) é um filme canadense de 1975, do gênero drama, dirigido por Ján Kadár  e estrelado por Yossi Yadin e Len Birman.
Uma versão diferente da história já havia sido filmada com o mesmo título em 1960. O roteirista é o mesmo Ted Allan, mas a produção é irlandesa, com direção de Don Chaffey.

## Sinopse
Década de 1920. A família Herman mora em um bairro operário em Montreal. O menino David adora o avô Zaida, com quem passa os domingos. Ele gosta também das histórias que Zaida lhe conta sobre a cultura de seu povo, a maioria inventada. Essas histórias fantasiosas e a falta de dinheiro são motivo de estremecimentos com papai Harry, sempre às voltas com planos mirabolantes para ficar rico.

## Principais premiações
| Patrocinador                                            | Prêmio       | Categoria                                                           | Situação          |
| ------------------------------------------------------- | ------------ | ------------------------------------------------------------------- | ----------------- |
| Academia de Artes e Ciências Cinematográficas           | Oscar        | Melhor Roteiro Original                                             | Indicado          |
| Associação de Correspondentes Estrangeiros de Hollywood | Golden Globe | Melhor Filme em Língua Estrangeira Revelação Masculina (Jeff Lynas) | Vencedor Indicado |
| National Board of Review                                | NBR          | Dez Melhores Filmes de 1975                                         | Escolhido         |

## Elenco
| Ator/Atriz         | Personagem         |
| ------------------ | ------------------ |
| Yossi Yadin        | Zaida              |
| Len Birman         | Harry Herman       |
| Marilyn Lightstone | Annie Herman       |
| Jeff Lynas         | David Herman       |
| Ted Allan          | Baumgarten         |
| Henry Gamer        | Tio Benny          |
| Barbara Chilcott   | Senhora Tannenbaum |
| Carol Lazare       | Edna               |
| Mignon Elkins      | Bondy              |
| Cleo Paskal        | Cleo               |